# 圖伊馬濟區

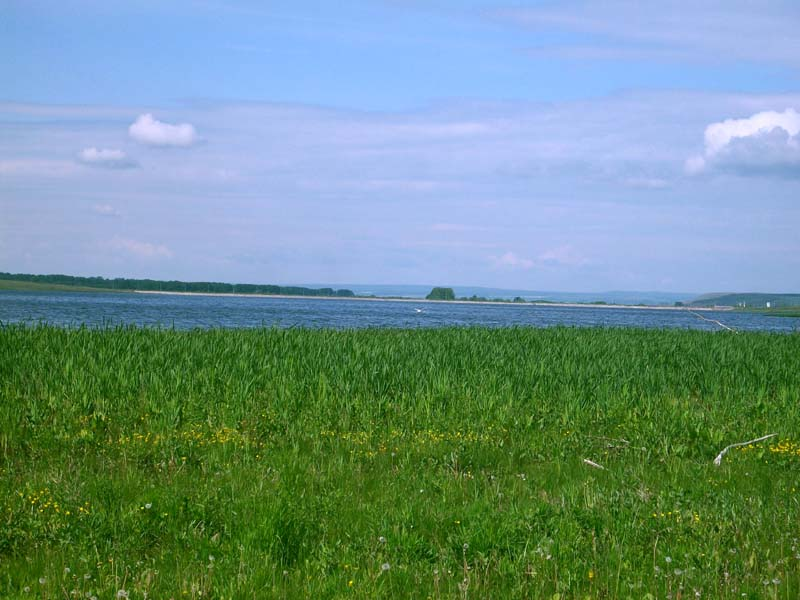

54°36′N 53°42′E / 54.600°N 53.700°E
圖伊馬濟區（俄语：Туймазинский район），是俄羅斯的一個區，位於該國西南部，由巴什科爾托斯坦共和國負責管轄，始建於1930年8月20日，面積2,403平方公里，2010年人口64,389，人口密度每平方公里26.8人。